# Carl Albert
Carl Bert Albert, född 10 maj 1908 i McAlester i Oklahoma, död 4 februari 2000 i McAlester i Oklahoma, var en amerikansk demokratisk politiker. Han var talman i USA:s representanthus från 1971 till 1977. 
Alberts hemtrakter i den sydöstra delen av delstaten Oklahoma kallas "Little Dixie" och han själv kallades "Little Giant from Little Dixie".

## Biografi
Albert var uppvuxen i en liten stad som heter Bugtussle. Han studerade först vid University of Oklahoma och fick sedan ett Rhodesstipendium till Oxfords universitet. Han arbetade därefter som advokat i Oklahoma City. Han deltog i andra världskriget som officer i USA:s arméflygvapen. Han representerade Oklahomas 3:e distrikt i USA:s representanthus 1947–1977. Han var demokratisk whip 1955–1961 och majoritetsledare 1961–1971 innan han valdes till talman.
Om Gerald Ford inte utsetts av representanthuset att efterträda Spiro Agnew innan Richard Nixons avgång sommaren 1974 hade Albert (om han inte nekat att ta emot uppdraget; i så fall hade posten tillfallit senator James Eastland) tillträtt som tillförordnad president för resten av dennes presidentperiod. Han hade i så fall varit USA:s kortaste president någonsin (drygt fem fot lång) och den förste från Oklahoma.
Albert gravsattes på Oak Hill Cemetery i McAlester.